# Самовиче
Самовиче (пол. Samowicze) — деревня в Бяльском повете Люблинского воеводства Польши. Входит в состав гмины Тересполь. По данным переписи 2011 года, в деревне проживало 206 человек.

## География
Деревня расположена на востоке Польши, к югу от реки Западный Буг, вблизи государственной границы с Белоруссией, на расстоянии приблизительно 30 километров к северо-востоку от города Бяла-Подляска, административного центра повета. Абсолютная высота — 130 метров над уровнем моря. К западу от населённого пункта проходит национальная автодорога 68.

## История
В конце XVIII века входила в состав Брестского повета Берестейского воеводства Великого княжества Литовского.
По данным на 1827 год имелось 18 дворов и проживало 127 человек. Согласно «Справочной книжке Седлецкой губернии на 1875 год» деревня входила в состав гмины Кобыляны Бельского уезда Седлецкой губернии.
В период с 1975 по 1998 годы деревня входила в состав Бяльскоподляского воеводства.

## Население
Демографическая структура по состоянию на 31 марта 2011 года:
|         | Всего | До трудоспособного возраста | Трудоспособного возраста | Старше трудоспособного возраста |
| ------- | ----- | --------------------------- | ------------------------ | ------------------------------- |
| Мужчины | 106   | 22                          | 70                       | 14                              |
| Женщины | 100   | 19                          | 49                       | 32                              |
| Всего   | 206   | 41                          | 119                      | 46                              |